# Plundering van Rome (1527)

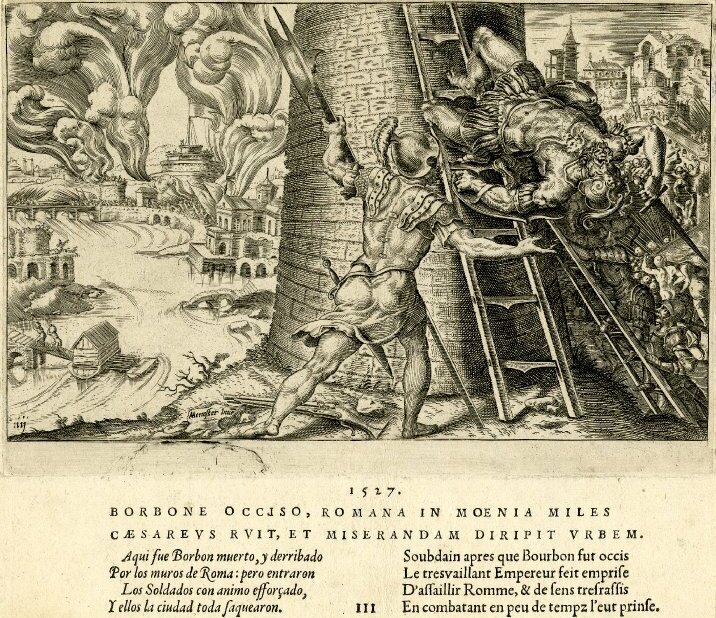
De Plundering van Rome door Maarten van Heemskerck (1527)

De Plundering van Rome (algemeen bekend als Il Sacco di Roma) was een gebeurtenis waaraan Rome ten prooi viel op 6 mei 1527 en de volgende dagen. Een ongedisciplineerd leger van 25.000 Duitse en Spaanse soldaten ging zich te buiten aan plundering, verwoesting, ontering, verkrachting en moord. Met dit wapenfeit waren de vijandelijkheden tussen keizer Karel V en paus Clemens VII beslecht.

## Keizer Karel V wilde Italië patroneren
Keizer Karel V beschouwde Italië als de kern van het Heilige Roomse Rijk van de Duitse Natie, verdroeg de Franse hegemonie niet en veroverde Lombardije met zijn Duits-Spaanse leger. Op 24 februari 1525 leed Frankrijk onder koning Frans I een vernietigende nederlaag bij Pavia en moest Italië verlaten. Na de Slag bij Pavia werd Karel V de machtigste heerser van Europa; Frans I bracht acht maanden in Spaanse gevangenissen door.

## Paus Clemens VII verzette zich tegen de keizerlijke voogdij
Paus Clemens VII wilde niet onder keizerlijke voogdij staan en vormde op 22 mei 1526 de Heilige Liga van Cognac om de macht van Karel V in Italië te breken. De paus bracht 10.000 man op de been onder het opperbevel van Francesco Maria della Rovere. De helft daarvan stond onder het commando van de gevreesde Medici-condottiero Giovanni dalle Bande Nere. In het keizerlijke kamp verenigde de naar de Habsburgers overgelopen Franse oppermaarschalk Karel III van Bourbon zich met het Spaanse huursoldatenleger; Ferdinand, broer van Karel V, had een sterk leger van Duitse landsknechten op de been gebracht, hoofdzakelijk aanhangers van de protestantse hervormer Maarten Luther. De keizerlijke troepen rukten langzaam op door Italië. De Italiaanse milities konden hun opmars niet stuiten bij Mantua en verloren er op 30 november 1526 Giovanni dalle Bande Nere. De paus werd gewaarschuwd dat hij niet mocht vertrouwen op het vredesakkoord dat hij op 25 maart 1527 met de Napolitaanse onderkoning Karel van Lannoy gesloten had.

## Rome viel op 6 mei 1527
Op 6 mei 1527 stonden 25.000 Duitse en Spaanse soldaten voor de poorten van Rome. De Duitse landsknechten, onder wie de huurlingen onder Georg von Frundsbergs zoon Melchior, en de Spaanse soldeniers hadden al maanden geen soldij meer ontvangen. Ze waren op buit belust en de lutheranen hadden nog een rekening te vereffenen met de paus. Rome telde toen tussen de 50.000 en 60.000 inwoners en was slecht verdedigd. Uit zuinigheid onderhield de paus slechts een klein leger. Al snel raakte Karel van Bourbon zijn greep op de soldaten kwijt. Kort daarop kwam hij bij een stormaanval om het leven. De Romeinen juichten te vroeg. Op mistige plekken wisten de aanvallers over de stadsmuren te komen. Toen de Romeinse militie en de Zwitserse Garde capituleerden, vluchtte de paus met zijn gevolg door een geheime gang uit het Vaticaan naar de onneembare Engelenburcht. De rest van Rome was volledig aan de indringers overgeleverd.

## Plundering, verwoesting, ontering, verkrachting en moord

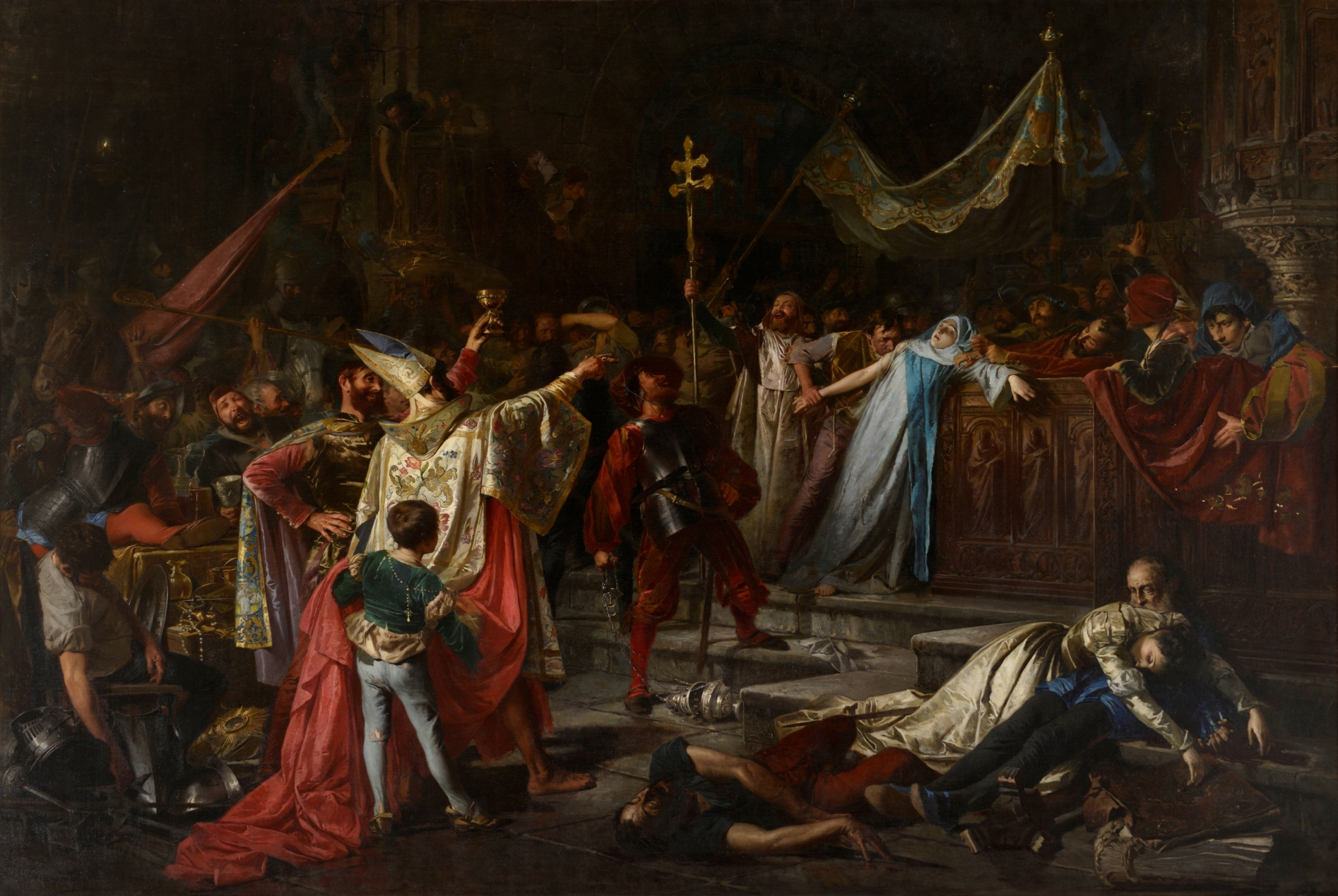
Sacco di Roma, Francisco J. Amérigo, 1884

Kerken, kloosters, villa's en particuliere huizen werden geplunderd; geen huis werd ontzien. Het graf van paus Julius II werd opengebroken, het lijk van zijn sieraden beroofd. Priesters moesten naakt de spot drijven met God, als ze in leven wilden blijven. Een lutheraan vermoordde een priester die geweigerd had een ezel een hostie te geven. De schedel van Sint-Johannes werd door de straten gekegeld; de zweetdoek van Sint-Veronica in een herberg verkocht. Nonnen werden in de kloosters tot orgieën gedwongen of in de soldatenkampen misbruikt. Moeders en vaders moesten onder bedreiging met de dood toezien hoe hun dochters door groepen soldaten verkracht werden. Vrouwen uit de hogere kringen werden naar nonnenkloosters vervoerd en moesten daar dagenlang dronken soldaten bevredigen. De mensen die in een kerk hun toevlucht hadden gezocht, werden om het leven gebracht. Op het hoogaltaar van de Sint-Pietersbasiliek werden Romeinse vrouwen afgemaakt. Tussen de 6.000 en 12.000 mensen werden vermoord. De stad Rome beleefde een plundering erger dan die van de Visigoten onder Alarik in 410.

## Clemens VII zalfde Karel V tot keizer
De paus gaf zich pas op 7 juni 1527 over. In het vredesverdrag moest hij een grote schadeloosstelling betalen aan de keizer, Parma, Modena en Piacenza afstaan, alsook verscheidene burchten. Nooit vergaven de Romeinen de paus zijn politieke misrekening. Nog jaren nadien was de stad de plundering niet te boven gekomen.
Il Sacco di Roma sloeg in als een bom. Het had er de schijn van dat alles in naam van Karel V gebeurd was, maar hij was er niet rechtstreeks bij betrokken. Tijdens de moordpartij bevond hij zich in Madrid. Toen hij het nieuws vernam, probeerde hij zijn blazoen op te poetsen. Op 24 februari 1530 zagen de twee hoofdrolspelers elkaar terug in Bologna. Paus Clemens VII heeft toen de Habsburger Karel V officieel gezalfd tot keizer van het Heilige Roomse Rijk.

## De plundering van Rome (1527) in de literatuur
In 1529 verscheen in druk van de hand van de Spaanse humanist Alfonso de Valdés (ca. 1490-1532), kanselier van keizer Karel V, een apologie getiteld Diálogo de las cosas acaecidas en Roma. Het is een boek in dialoogvorm, waarin de toenmalige paus Clemens VII als hoofdschuldige aangewezen werd. De auteur werd voor zijn geëngageerde analyse van de gebeurtenissen voor de Inquisitie gedaagd, maar werd dankzij zijn beschermheer Karel V uiteindelijk ontslagen van rechtsvervolging. Het boek genoot al snel grote bekendheid, en in 1599 verscheen een Nederlandse vertaling van de hand van Jan Huygen van Linschoten (ca. 1563-1611), met een opdracht aan zijn “vriend” Pieter Dircksz. Hasselaer (1554-1616), op dat moment schepen van Amsterdam. Het boek verscheen in Enkhuizen bij de drukker / uitgever Jacob Lenaertsz Meyn onder de titel: Een t’samen-sprekinghe, daer besonderlicken in gehandelt worden de dingen die geschiet zijn in Roomen t’iaer van 1527.  Van dit boek is maar één exemplaar bewaard gebleven, dat bewaard wordt in de Johannes a Lasco Bibliothek nu gevestigd in de Grote Kerk te Emden (Duitsland).

## De plundering van Rome (1527) in de muziek
Het nummer "The Last Stand" uit het gelijknamige album (2016) van de Zweedse metal groep Sabaton is gebaseerd op de Plundering van Rome en de verdediging van Paus Clemens VII door de 189 leden van de Zwitserse Garde, waarvan er uiteindelijk 42 de plundering overleefden.